# Kingstonian FC
Kingstonian FC (celým názvem: Kingstonian Football Club) je anglický fotbalový klub, který sídlí v jihozápadním Londýně. Založen byl v roce 1885 pod názvem Kingston & Surbiton YMCA FC. Od sezóny 2009/10 hraje v Isthmian League Premier Division (7. nejvyšší soutěž). Klubové barvy jsou červená, bílá a černá.
V letech 1989–2017 hráli "The K's" své domácí zápasy na londýnském Kingsmeadow. Ten byl od roku 2003 ve vlastnictví AFC Wimbledonu, který jej tehdy od Kingstonianu odkoupil. Nový vlastník pak stadion klubu pouze pronajímal. V roce 2015 proběhl další prodej stadionu, tentokráte ligové Chelsea a to pro svá ženská a mládežnická družstva. To vše se ovšem dotklo původního vlastníka, Kingstonianu, který si tak musel po téměř třech desetiletích hledat nový domov. V roce 2017 tak proběhlo stěhování do nedalekého Leatherheadu. V sezóně 2018/19 se klub navrátil zpátky do Kingstonu, a to díky pronájmu stadionu King George's Field patřící Corinthian-Casuals.
Své domácí zápasy odehrává na stadionu King George's Field (patřící Corinthian-Casuals) s kapacitou 2000 diváků.

## Historické názvy
Zdroj: 
- 1885 – Kingston & Surbiton YMCA FC (Kingston & Surbiton Young Men's Christian Association Football Club)
- 1887 – Saxons FC (Saxons Football Club)
- 1890 – Kingston Wanderers FC (Kingston Wanderers Football Club)
- 1893 – Kingston-on-Thames AFC (Kingston-on-Thames Association Football Club)
- 1914 – zánik
- 1919 – obnovena činnost pod názvem Kingstonian FC (Kingstonian Football Club)

## Získané trofeje
- FA Amateur Cup ( 1× )
  - 1932/33
- FA Trophy ( 2× )
  - 1998/99, 1999/00
- Surrey Senior Cup ( 13× )
  - 1910/11, 1913/14, 1925/26, 1930/31, 1931/32, 1934/35, 1938/39, 1951/52, 1962/63, 1963/64, 1966/67, 1997/87, 2005/06
- London Senior Cup ( 3× )
  - 1962/63, 1964/65, 1986/87

## Úspěchy v domácích pohárech
Zdroj: 
- FA Cup
  - 4. kolo: 2000/01
- FA Amateur Cup
  - Vítěz: 1932/33
- FA Trophy
  - Vítěz: 1998/99, 1999/00

## Umístění v jednotlivých sezonách
Stručný přehled
Zdroj: 
- 1919–1929: Athenian League
- 1929–1973: Isthmian League
- 1973–1977: Isthmian League (First Division)
- 1977–1979: Isthmian League (Premier Division)
- 1979–1985: Isthmian League (First Division)
- 1985–1998: Isthmian League (Premier Division)
- 1998–2001: Conference National
- 2001–2005: Isthmian League (Premier Division)
- 2005–2006: Isthmian League (Division One)
- 2006–2009: Isthmian League (Division One South)
- 2009– : Isthmian League (Premier Division)

Jednotlivé ročníky
Zdroj: 
Legenda: Z - zápasy, V - výhry, R - remízy, P - porážky, VG - vstřelené góly, OG - obdržené góly, +/- - rozdíl skóre, B - body, červené podbarvení - sestup, zelené podbarvení - postup, fialové podbarvení - reorganizace, změna skupiny či soutěže
| Sezóny  | Liga                               | Úroveň | Z  | V  | R  | P  | VG | OG | +/- | B  | Pozice |
| ------- | ---------------------------------- | ------ | -- | -- | -- | -- | -- | -- | --- | -- | ------ |
| 2009/10 | Isthmian League (Premier Division) | 7      | 42 | 20 | 8  | 14 | 73 | 69 | +4  | 68 | 5.     |
| 2010/11 | Isthmian League (Premier Division) | 7      | 42 | 21 | 9  | 12 | 66 | 50 | +16 | 72 | 7.     |
| 2011/12 | Isthmian League (Premier Division) | 7      | 42 | 18 | 7  | 17 | 58 | 64 | -6  | 61 | 11.    |
| 2012/13 | Isthmian League (Premier Division) | 7      | 42 | 18 | 5  | 19 | 63 | 62 | +1  | 59 | 11.    |
| 2013/14 | Isthmian League (Premier Division) | 7      | 46 | 25 | 10 | 11 | 80 | 44 | +36 | 85 | 2.     |
| 2014/15 | Isthmian League (Premier Division) | 7      | 46 | 18 | 13 | 15 | 63 | 56 | +7  | 67 | 11.    |
| 2015/16 | Isthmian League (Premier Division) | 7      | 46 | 21 | 10 | 15 | 78 | 64 | +14 | 73 | 7.     |
| 2016/17 | Isthmian League (Premier Division) | 7      | 46 | 16 | 7  | 23 | 65 | 73 | -8  | 55 | 16.    |
| 2017/18 | Isthmian League (Premier Division) | 7      | 46 | 18 | 5  | 23 | 57 | 70 | -13 | 59 | 13.    |
| 2018/19 | Isthmian League (Premier Division) | 7      | 46 |    |    |    |    |    |     |    |        |